# Jason Lewis

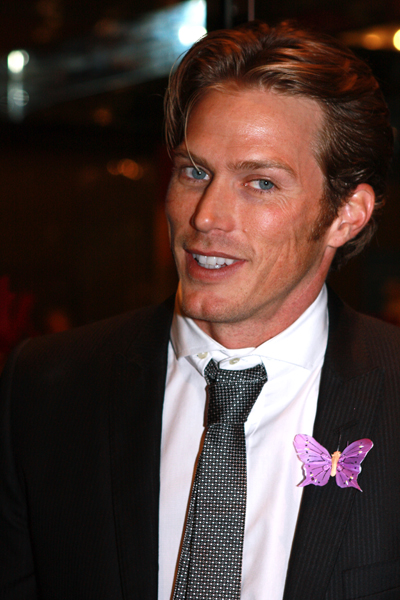
Jason Lewis

Jason Lewis (25 de junio de 1971) es un actor y modelo estadounidense, principalmente conocido por su interpretación de Smith Jerrod en la serie de televisión y películas de cine Sex and the City. Apareció en la portada de la revista Men's Fitness en mayo de 2009.

## Biografía

### Primeros años
Lewis nació en Newport Beach, California, hijo de Nancy, una enfermera, y Gregory Lewis, un juez; en la actualidad están divorciados. Tiene tres hermanos, Sean, Katie y Nicole. Cuando era adolescente asistió a la Escuela Secundaria Los Alamitos en Los Alamitos, California. Fue a la Universidad de San Diego en San Diego (California), en donde formó parte de la fraternidad Delta Upsilon. Algunos de sus compañeros de la fraternidad fueron Marc Danza (hijo de Tony Danza) y Jack Gilardi Jr. (hijo de Annette Funicello y Jack Gilardi). Después de graduarse comenzó a trabajar como modelo, primero en París y luego en Milán a finales de la década de 1990, trabajando para marcas como Guess?, Tommy Hilfiger y Hugo Boss.

### Carrera
Lewis apareció en Beverly Hills, 90210 en 1997, interpretando a un novio de Valerie (Tiffani-Amber Thiessen), pero su papel más prominente hasta la fecha fue en la serie Sex and the City, en donde interpretó a un personaje recurrente en la última temporada del programa: un mozo que se convierte en el joven actor Smith Jerrod, cuya sinceridad atrae a Samantha. Volvió a interpretar su papel en Sex and the City (película) . 
Lewis ha trabajado en varias películas: My Bollywood Bride, una comedia romántica Hollywood/Bollywood en donde interpretó al coprotagonista de la actriz Kashmira Shah, y Mr. Brooks, un thriller, en donde compartió pantalla con Demi Moore y Kevin Costner. También es reconocido en Europa por protagonizar el comercial de Aero Bubbles.
Después de tener una participación en el drama de Warner Brothers Charmed, en donde interpretó al personaje recurrente Dex Lawson, un novio (y posteriormente esposo) de Phoebe Halliwell (Alyssa Milano), se anunció el 5 de diciembre de 2006 que sería una estrella invitada en varios episodios de Brothers & Sisters como un posible interés romántico del personaje de Matthew Rhys, Kevin Walker. Finalmente aceptó participar en siete episodios interpretando a Chad Barry, un actor de novela homosexual quien encuentra difícil tratar de tener una relación con Kevin mientras trata de mantener el secreto sobre su sexualidad ante la prensa de Hollywood. Volvió a interpretar el papel en un episodio de abril de 2009. También tuvo el papel de un actor de una novela sobre médicos en el episodio "Living The Dream", de House M.D..
Lewis apoya abiertamente a la comunidad LGBT. El 10 de mayo de 2008 asistió a la decimonovena entrega de los premios GLAAD, una ceremonia que premia a los actores y actrices gay-friendly además de otros productos del mundo del espectáculo.

## Filmografía
Filmografía parcial
| 2004        | Sex and the City                  | Jerry 'Smith' Jerrod | Serie de televisión      |
| 2006        | My Bollywood Bride                | Alex                 | Cine                     |
| 2006        | For One Night                     | Mark Manning         | Película para televisión |
| 2006        | Charmed                           | Dex                  | Serie de televisión      |
| 2007        | Mr. Brooks                        | Jesse Vialo          | Cine                     |
| 2007        | Six Degrees (S01E08 "Get a Room") | Todd                 | Película para televisión |
| 2007        | The Death and Life of Bobby Z     | Bobby Z              | Cine                     |
| 2007        | Lucifer                           | Lucifer              | Corto                    |
| 2007 - 2009 | Brothers & Sisters                | Chad Barry           | Serie de televisión      |
| 2008        | Sex and the City                  | Jerry 'Smith' Jerrod | Cine                     |
| 2008        | So che ritornerai                 |                      | Película para televisión |
| 2009        | Tribute (película de 2009)        | Ford Sawyer          | Película para televisión |
| 2010        | Sex and the City 2                | Jerry 'Smith' Jerrod | Cine                     |
| 2010        | How I Met Your Mother             | Tony                 | Serie de televisión      |
| 2010        | Idiots                            | Apple Juice Boy      | Corto                    |
| 2010        | The Pardon                        | Cowboy               | Cine                     |
| 2011        | Textuality                        | Breslin              | Cine                     |